# Филип дьо Мили
Филип дьо Мили дьо Наблус е рицар-тамплиер, седмият велик магистър от 1169 до 1171 г.

## Биография
Роден е в Светите земи – в Неаполис, Сирия. Филип е син на Ги дьо Мили, роден в Нормандия или Пикардия. Като барон на Наблус участва активно в политическия и военния живот на Йерусалимското кралство – бие се при обсадите на Едеса, Дамаск и Аскалон, през 1148 г. участва на Съвета в Акра. Филип постъпва в Ордена на тамплиерите. Считан е за подкрепян от краля Амалрик I и след смъртта на Бертран при Аскалон е избран за велик магистър, което води до синхронизиране на тамплиерската политика с държавната. След дългата си служба като воин и като глава на тамплиерите, той се оттегля от поста си и умира, съпровождайки Амалрик I по време на дипломатическа мисия във Византийската империя.